# Picumnus castelnau
A Picumnus castelnau a madarak osztályának harkályalakúak (Piciformes) rendjébe, ezen belül a harkályfélék (Picidae) családjába tartozó faj.

## Rendszerezése
A fajt Alfred Malherbe francia természettudós írta le 1862-ban.

## Előfordulása
Dél-Amerikában, Brazília, Ecuador, Kolumbia és Peru területén honos. Természetes élőhelyei a szubtrópusi és trópusi síkvidéki esőerdők és mocsári erdők, valamint másodlagos erdők. Állandó, nem vonuló faj.

## Megjelenése
Testhossza 8–9 centiméter, testtömege 11–12 gramm.

## Életmódja
Egyedül, vagy párban keresi táplálékát, de vegyes csapatokban is előfordul.

## Természetvédelmi helyzete
Az elterjedési területe nagyon nagy, egyedszáma viszont csökken, de nem éri el a kritikus szintet. A Természetvédelmi Világszövetség Vörös listáján nem fenyegetett fajként szerepel.